# Uenoites grebennikovi
Uenoites grebennikovi is een keversoort uit de familie van de loopkevers (Carabidae). De wetenschappelijke naam van de soort werd voor het eerst geldig gepubliceerd in 2011 door Deuve als Deuveotrechus grebennikovi.